# Quite Universal Circuit Simulator
Quite Universal Circuit Simulator(Qucs)はGNU General Public Licenseで公開された電子回路シミュレーション自由ソフトウェアである。グラフィカルユーザインタフェースでの回路作成、大小信号やノイズのシミュレーション、VHDLやVerilogによるデジタルシミュレーションなど対応している。SPICE (ソフトウェア)のサブサーキットとの同等のアナログデジタル部品リストを揃えている。

## 分析の種類
Sパラメータ、AC、DC、非定常解析、調和平衡（未完成）、デジタルシミュレーション(VHDLとVerilog-HDL)、パラメータースイープに対応している。

## 特徴
シミュレーションデータはスミスチャート、直交座標、表座標、極座標、スミスチャート極座標混合型、3次元直交座標は、軌道曲線、タイミング図は、真理値表で表示できる。伝送線路計算、フィルタ回路合成、減衰器設計合成、デバイスモデルや副回路ライブラリ管理、アナログ設計最適化、パラメータを含むサブサーキット階層などの機能がある。